# Explication keynésienne de la Grande Dépression
L'explication keynésienne de la Grande Dépression est l'ensemble des arguments apportés par John Maynard Keynes et par le keynésianisme au sens large pour expliquer les causes et les fondements de la Grande Dépression. Le succès initial du keynésianisme a tenu à sa capacité à expliquer la Grande Dépression.

## Contexte
Le déclenchement de la Grande Dépression incite les économistes à proposer des explications à la crise, et des remèdes pour en sortir. Les tenants de l'école néoclassique, comme Arthur Cecil Pigou, proposent des solutions qui n'impliquent pas d'augmentation des dépenses publiques, mais plutôt une forme de laissez-faire.

## Explication keynésienne

### Manque de demande
Dans la Théorie générale, Keynes soutient qu'il est nécessaire pour un État, lors d'une crise économique, de s'autoriser d'importants déficits publics afin de dépenser de l'argent qui, sinon, aurait été thésaurisé. Ainsi, les dépenses publiques relancent la consommation et l'investissement, donc l'offre, et donc les embauches. Ainsi, pour la théorie keynésienne, la Grande Dépression a été causée par une chute brutale de la demande domestique et internationale, qui n'a pas été compensée par une hausse des dépenses publiques.

### Anticipations
L'explication keynésienne de la Grande Dépression est aussi liée à une analyse des anticipations des agents économiques. La Grande Dépression est en effet marquée par un pessimisme généralisé des agents économiques, ce qui les a conduits à réduire leur demande, pour les consommateurs, et leur offre, pour les producteurs. Pour Keynes, ces anticipations participent de l'instabilité fondamentale qui caractérise le capitalisme. 

### Politique monétaire
Contrairement à Milton Friedman et Anna Schwartz, Keynes soutient que la politique monétaire n'a eu que peu d'effet sur la Grande Dépression. Keynes ne pense pas qu'une stimulation de l'économie par une baisse des taux d'intérêt serait efficace dès lors que la demande reste déprimée.

## Postérité

### Succès de l'explication keynésienne
Dans leurs Reflections on the Development of Modern Macroeconomics (1997), les auteurs remarquent que « le succès du keynésianisme a été empirique, car il expliquait la Grande Dépression ». Dans un livre d'entretien avec Mark Blaug, Milton Friedman rappelle que si Keynes n'était pas le seul à penser que la théorie néoclassique n'arrivait pas à expliquer la Grande Dépression, il a réussi à proposer une théorie à l'apparence sophistiquée qui promettait d'en sortir.

### Dissensions au sein du keynésianisme
L'école keynésienne elle-même a débattu des causes de la Grande Dépression et des moyens d'en sortir. L'aile droite du keynésianisme, à laquelle appartenait Keynes, a notamment rejeté les thèses de l'aile gauche (aujourd'hui appelée post-keynésianisme), qui considéraient que la Grande Dépression était plus fondamentalement due à une stagnation séculaire.

### Remises en cause ultérieures
Les préconisations keynésiennes n'ont que peu été utilisées pendant la Grande Dépression. Comme l'écrit Peter Temin, « les années 1930 n'ont pas été un test pour la théorie keynésienne, parce que les politiques keynésiennes n'ont pas été mises en œuvre ». L'explication keynésienne de la crise a fait l'objet d'une réponse par Milton Friedman et Anna Schwartz dans Une histoire monétaire des États-Unis, 1867-1960.